# John Murphy (natation)
Pour les articles homonymes, voir John Murphy.
John Joseph Murphy, né le 19 juillet 1953 à Chicago, est un nageur américain. Lors des Jeux olympiques d'été de 1972 disputés à Munich, il a obtenu la médaille d'or lors du relais 4 × 100 m nage libre accompagnée d'un nouveau record du monde. Après avoir remporté la médaille de bronze lors du 100 mètres dos, il a également terminé quatrième de la finale du 100 mètres nage libre lors de ces mêmes Jeux.
Durant la première moitié des années 1970, il a nagé pour l'Université d'Indiana.

## Palmarès

### Jeux olympiques
- médaille d'or au relais 4 × 100 m nage libre aux Jeux olympiques de Munich en 1972
- médaille de bronze au 100 m dos aux Jeux olympiques de Munich en 1972

### Championnats du monde
- Médaille d'or au relais 4 × 100 m nage libre en 1973 à Belgrade
- Médaille d'or au relais 4 × 100 m nage libre en 1975 à Cali
- Médaille d'or au relais 4 × 100 m quatre nages en 1975 à Cali
- Médaille d'argent 100 m dos en 1975 à Cali

### Jeux panaméricains
- médaille d'or au relais 4 × 100 m nage libre à Cali en 1971
- Médaille d'argent 100 m dos à Cali en 1971